# Hiromichi Katano
Hiromichi Katano (片野 寛理?, Katano Hiromichi; Funabashi, 6 aprile 1982) è un calciatore giapponese, difensore del Rayong.

## Carriera

### Club
Ha giocato nella massima serie dei campionati thailandese ed hongkonghese.